# 開羅美國大學

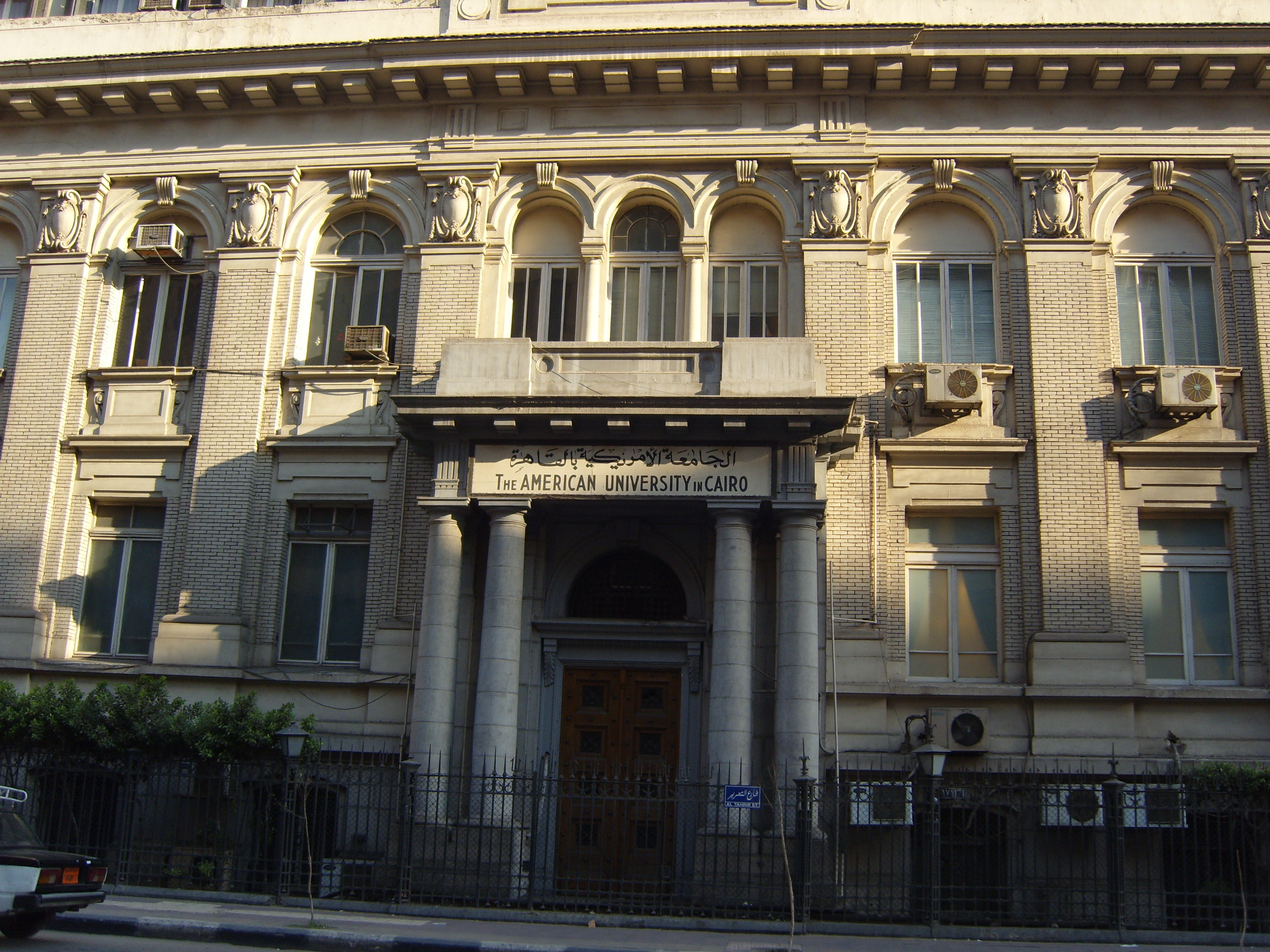
市區校區

開羅美國大學（The American University in Cairo）是一所位於埃及開羅的私立研究大學，在1919年由一群美國傳教士建立。

## 知名校友
- 拉尼婭王后 - 約旦皇后
- 海法·曼蘇爾 - 沙特阿拉伯女導演